# Impatiens mendoncae
Impatiens mendoncae là một loài thực vật có hoa trong họ Bóng nước. Loài này được G.M.Schulze mô tả khoa học đầu tiên năm 1955.